# Marijan Ofak
Marijan Ofak (Brod na Kupi, 5. kolovoza 1924. – Velika Gorica, 20. kolovoza 1968.), bio je jugoslavenski partizan,  urednik partizanskih novina, načelnik Ozne i Udbe za Gorski kotar u činu majora na Banovini, u Daruvaru i Rijeci te načelnik Udbe za Zagreb, te jedan od sudionika sastanka Udbe na kojem je navodno odlučeno za korištenje karijernih kriminalaca kao neposrednih izvršitelja u obračunu s političkom emigracijom.

## Djetinjstvo i mladost
Rođen je 5. kolovoza 1924. u Brodu na Kupi kraj Delnica u Gorskom kotaru, u obitelji Josipa i Dragice Ofak. U rodnom je mjestu završio pučku (osnovnu) školu, dok je realnu gimnaziju pohađao u Delnicama, gdje ga zatječu početak Drugoga svjetskog rata, okupacija Kraljevine Jugoslavije, dolazak talijanskih okupacijskih snaga i uspostava NDH.

## Drugi svjetski rat
Tijekom 1941. primljen je u SKOJ u Delnicama, a u travnju 1942. odlazi u partizane gdje postaje članom KPJ-a. U međuvremenu ustaše su mu strijeljale oca Josipa Ofaka, kao prijeratnog komunista, dok Marijan za to vrijeme dobiva zadatak da se prebaci u Zagreb, gdje obavlja subverzivnu aktivnost u grupama ilegalaca pod vodstvom Ivana Steve Krajačića, gdje je sudjelovao u prikupljanju pomoći, raspačavanju letaka i izvršavanju drugih zadataka, kada odlazi iz Zagreba, te sudjeluje kao borac u sastavu 1. čete u sastavu 3. bataljuna Goranin NOV-a, da bi tijekom siječnja 1943. bio primljen u Okružni komitet SKOJ-a u Delnicama, gdje je obnašao dužnost tajnika.
Nakon osnutka Ozne 13. svibnja 1944., prelazi u Oznu u činu majora. Kraj rata i završne operacije za oslobođenje Jugoslavije dočekao je u Delnicama, na mjestu načelnika Ozne za Gorski kotar, te je kasnije bio na rukovodećim položajima u Ozni/Udbi u Delnicama, da bi paralelno sa službom u državnoj sigurnosti još iz vremena rata bio uz Drago Sesu, Edu Cenčića i Marka Ferića jedan od rukovodioca u uređivanju partizanske novina  "Naša borba: glasilo Jedinstvene narodno oslobodilačke fronte" i "Sedam dana politike i rata" koje je od veljače 1944. izdavao Propagandni odjel Okružnog Narodnooslobodilačkog odbora a za Gorski Kotar. Godine 1946. postavljen je na dužnost načelnika Odjela Ozne na Banovini, a od 1947. bio je na dužnosti načelnika Opunomoćstva Udbe u Daruvaru. Početkom 1950-ih imenovan je za pomoćnika načelnika Odjeljenja Udbe za Oblast Rijeka, da bi sredinom 1950-ih bio imenovan načelnikom Odjela unutrašnjih poslova za grad i kotar Rijeku. Početkom 1960-ih premješten je u Zagreb, na mjesto službenika Udbe zaduženog za kontrolu kulturnih djelatnika, da bi na kraju karijere bio imenovan na dužnost načelnika Udbe za Zagreb.

## Karijera u socijalističkoj Jugoslaviji
Neposredno nakon završetka Drugoga svjetskog rata i uoči izbora za Ustavotvornu skupštinu Demokratske Federativne Jugoslavije (DFJ) u studenom 1945., Ofak je kao načelnik Ozne za Gorski kotar sudjelovao u pacificiranju oporbe , naime, na meti terora Ozne kao klasni i politički protivnici posebno su bili označeni pojedini bivši pripadnici građanskih stranaka, pristaše okupatorskih snaga i kvislinških formacije tijekom Drugoga svjetskog rata, kao i katolički kler.
Kao podsekretar GSUP-a za Zagreb, sekretar GSUP-a je tada bio Josip Manolić, Ofak je kao načelnik Udbe naložio uhićenje i isljeđivanje Anđelka Mijatovića, Vice Vukojevića, Ivana Gabelice, Brune Bušića i inih koji su prolazili mučenja tijekom svojeg utamničenja. Naime, Udba je sumnjala kako su isti pripadali skupini studenata koja je prilikom obilježavanja dvadesete obljetnice Dana oslobođenja grada Zagreba, 8. svibnja 1965., bacila s nebodera na Trgu bana Jelačića, tadašnjem Trgu Republike, letke u kojima je pisalo kako se ne radi o oslobođenju, već o „srbokomunističkoj okupaciji“ Zagreba i čitave Hrvatske.

## Specijalni kadrovi za rad u inozemstvu
U razdoblju nakon rata, Jugoslavija je imala zatvorene granice, te je status svojih državljana bio reguliralan tako da je svim onim osobama koje su napustile državu nakon oslobođenja 15. svibnja 1945. bilo oduzeto jugoslavensko državljanstvo temeljem njihove odsutnosti prema odredbama tadašnjeg Zakona o oduzimanju državljanstva DFJ  od 28. kolovoza 1945., da bi se nakon postepenog liberaliziranja režima u Jugoslaviji tijekom 1960-ih, kada dolazi do prvih legalnih i masovnih odlazaka jugoslavenskih državljana na tzv. privremeni rad u inozemstvo, ponajviše u tadašnju Zapadnu Njemačku, tadašnje je političko rukovodstvo zabrinjavala mogućnost utjecaja nositelja političke emigracije na jugoslavenske radnike u inozemstvu, stoga su tijekom 1962. ipak ublažili donošenjem novog Zakona o ukidanju Zakona o oduzimanju državljanstva DFJ te su na taj način odredili da se državljanstvo temeljem Zakona o oduzimanju državljanstva gubili samo one osobe kojima je jugoslavensko državljanstvo bilo oduzeto individualnim aktom, dok se za ostale primjenjivala odredba iz Zakona o državljanstvu FNRJ, prema kojem se jugoslavensko državljanstvo gubilo nakon petnaest godina odsutstva iz države, te je proglašena amnestija i vlasti su omogućile stjecanje državljanstva svim onima u emigraciji koji se nisu ogriješili o pozitivno jugoslavensko zakonodavstvo.
Kada se uvidjelo kako takva meka politika prema emigraciji nije dala zadovoljavajuće rezultate, dočim su mlađe generacije emigranata bile radikalnije od prve posljeratne emigracije, u svibnju 1964., u Beogradu na sastanku na vrhu kojeg je organizirao bivši savezni sekretan za unutrašnje poslove Svetislav Stefanović zvani Ćeća, tada predsjednik saveznog Odbora za unutrašnju politiku ispred Saveznog izvršnog vijeća (SIV) SFRJ, između rukovodećih kadrova iz republičkih resora unutarnjih poslova te republičkih Udbi, na kojem su hrvatsku stranu predstavljali Uroš Slijepčević kao republički podsekretar iz hrvatske Udbe i Marijan Ofak kao načelnik zagrebačke Udbe, odlučeno kako će se u obračunu s neprijateljskom emigracijom koristiti tzv. specijalni kadrovi za rad u inozemstvu.
Naime, Ofak i ostali iz Udbe su već tada zaključili kako se u obračunu s političkom emigracijom mogu koristiti karijerni kriminalci, koji su u ime i za račun državne sigurnosti znali sudjelovati kao neposredni izvršitelji egzekucija pojedinih emigranata koje su jugoslavenske vlasti označile kao sigurnosnu prijetnju, te bi po izvršenju istih, po povratku u Jugoslaviju bili materijalno nagrađeni.

## Kraj karijere i smrt
Nakon Brijunskog plenuma 1966. i smjene Aleksandra Rankovića s čelnog mjesta savezne Udbe, Ofak je prisilno smijenjen s mjesta načelnika Udbe za Zagreb te umirovljen, da bi se iz mirovine vratio te je postavljen na mjesto direktora u poduzeću Mašino - Impex u Zagrebu.
Poginuo je u automobilskoj nesreći 20. kolovoza 1968. u Velikoj Mlaki kraj Velike Gorice. Pokopan je uz vojne počasti na zagrebačkom Mirogoju.
Bio je nositelj „Partizanske spomenice 1941. godine“.